# Pieds paquets
Les pieds paquets ou pieds et paquets (en provençal: pès e paquets) sont une spécialité marseillaise. L'invention de la recette est attribuée à Louis Ginouvès, un cuisinier du quartier de la Pomme à Marseille, en 1880.

## La légende des origines
La légende de ce mets laisse entendre que son origine remonte à la création de la cité phocéenne, il y a 2 600 ans. Gyptis, princesse celto-ligure dont la tribu régnait dans la région, pressée de se marier par le roi, son père, choisit Protis, un capitaine phocéen qui venait de débarquer. Elle lui offrit d'abord une coupe de vin, puis, en gage d’amour, des pansettes d’agneau roulées, farcies de chair et d’herbes odorantes. Ce mets devint l’ancêtre des paquets marseillais, auxquels on ajoutera plus tard les pieds d’agneau.
En réalité, la recette fut fixée à la fin du XIXe siècle par le nommé Louis Ginouvès, comme Isabelle Langlade et Sylvie Masson l'indiquent dans leur ouvrage, Marseille et ses quartiers.

## Spécialité provençale

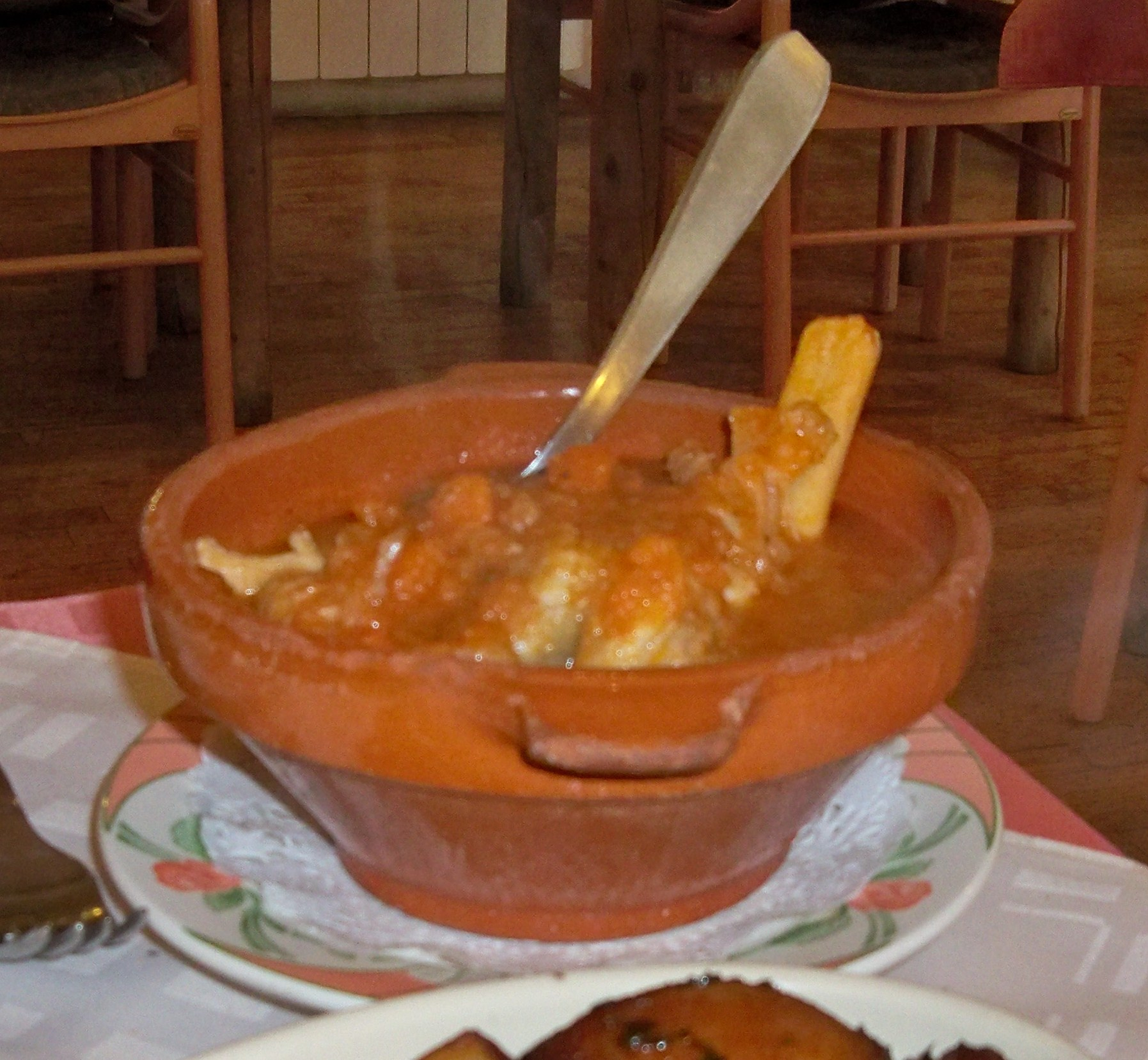
Pieds et paquets de Sisteron.

Les pieds et paquets sont une spécialité qui a véritablement pris forme à Marseille au XIXe siècle et qui a conquis toute la Provence. Au siècle dernier, les pieds et paquets marseillais étaient le casse-croûte traditionnel des ouvriers. De nos jours, dans la Provence méridionale, ce mets se cuisine en automne et en hiver. C’est toujours le plat traditionnel du souper provençal le soir du 24 décembre ou la semaine précédant Noël.
Ce mets est aussi apprécié dans les Cévennes gardoises, le Var, le Vaucluse, les Alpes-de-Haute-Provence et en particulier à Sisteron, du fait de la présence d’un des plus gros abattoirs d’ovins de la région. Dans la Drôme provençale, il est connu sous le nom de « défarde ». Marseille est la ville où l’on mange le plus de pieds et paquets.

## Composition
C’est un mets composé d’abats d’agneau (panses et pieds). À Marseille, les paquets sont petits, et les pieds uniquement d'agneaux. Les très petits paquets, de 40 grammes environ, sont communément appelés « bijoux ». À Sisteron, un paquet fait plus de 100 grammes et l'on utilise des pieds de moutons. Pieds et paquets sont mijotés dans une sauce à la tomate, au vin blanc et aux herbes de Provence principalement. 
La panse d’agneau est ouverte et coupée en 4 ou 5 carrés. Chaque morceau est farci de maigre de porc, d’ail et de persil haché. On pratique une incision au couteau dans un des angles de la pansette qui est roulée et fermée à la « boutonnière ». Les pieds d'agneau doivent être bien blancs et époilés, puis passés à la flamme pour le croquant. Ils sont placés au fond de la marmite en fonte et recouverts des paquets et de la sauce, composée de tomate, ail, persil, huile d’olive, vin blanc, oignon. On peut y ajouter, selon les goûts et les recettes, des zestes d’orange, du pastis, du piment d’Espelette, des clous de girofle et même du chocolat noir. La cuisson doit être longue (plusieurs heures), la plus douce possible et en plusieurs fois afin que tout soit totalement confit,,.
Préparés sans sauce tomate, les pieds et paquets peuvent être dégustés en vinaigrette : ce sont les tripo à la reboulado.

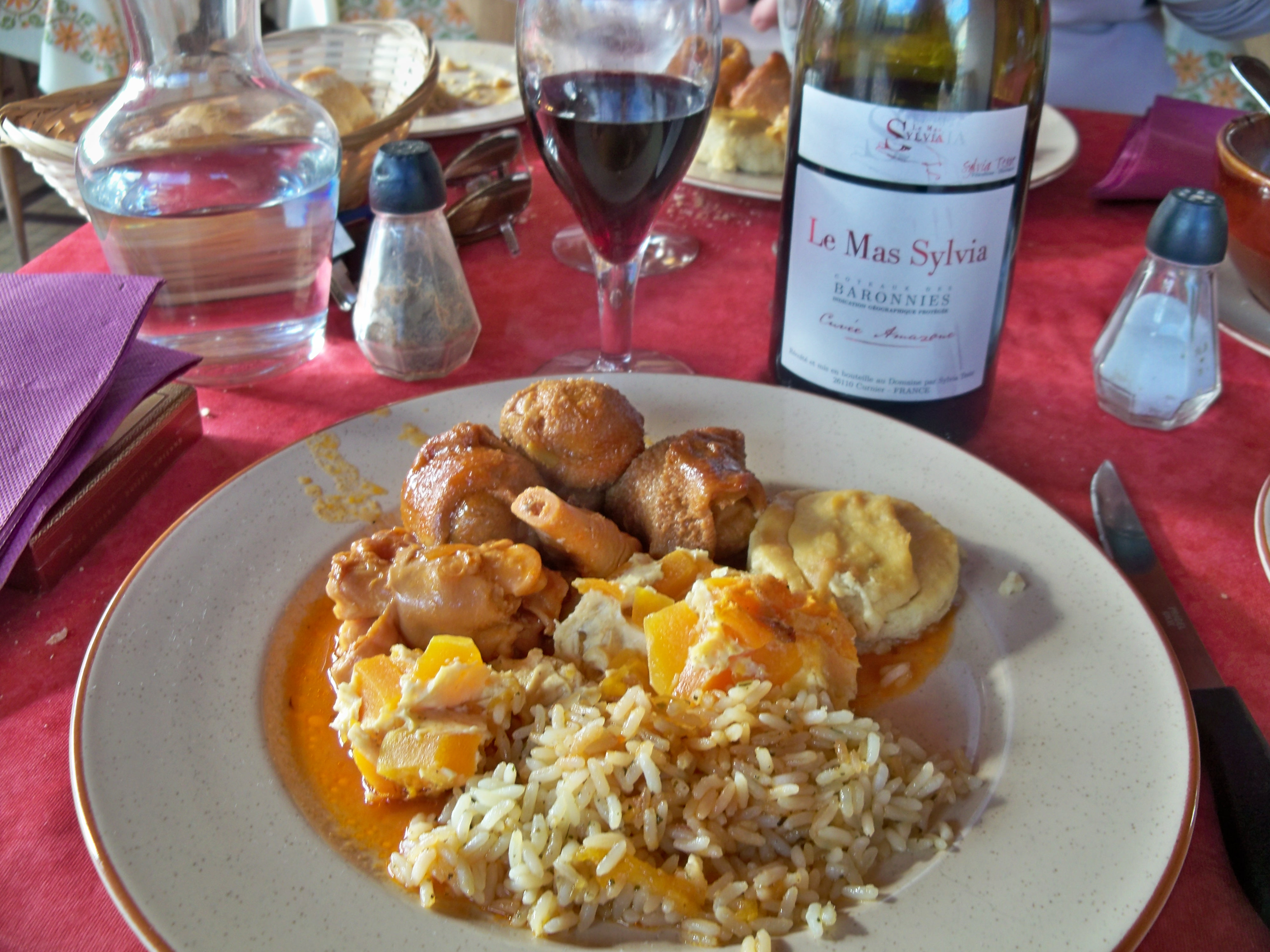
Défarde drômoise.
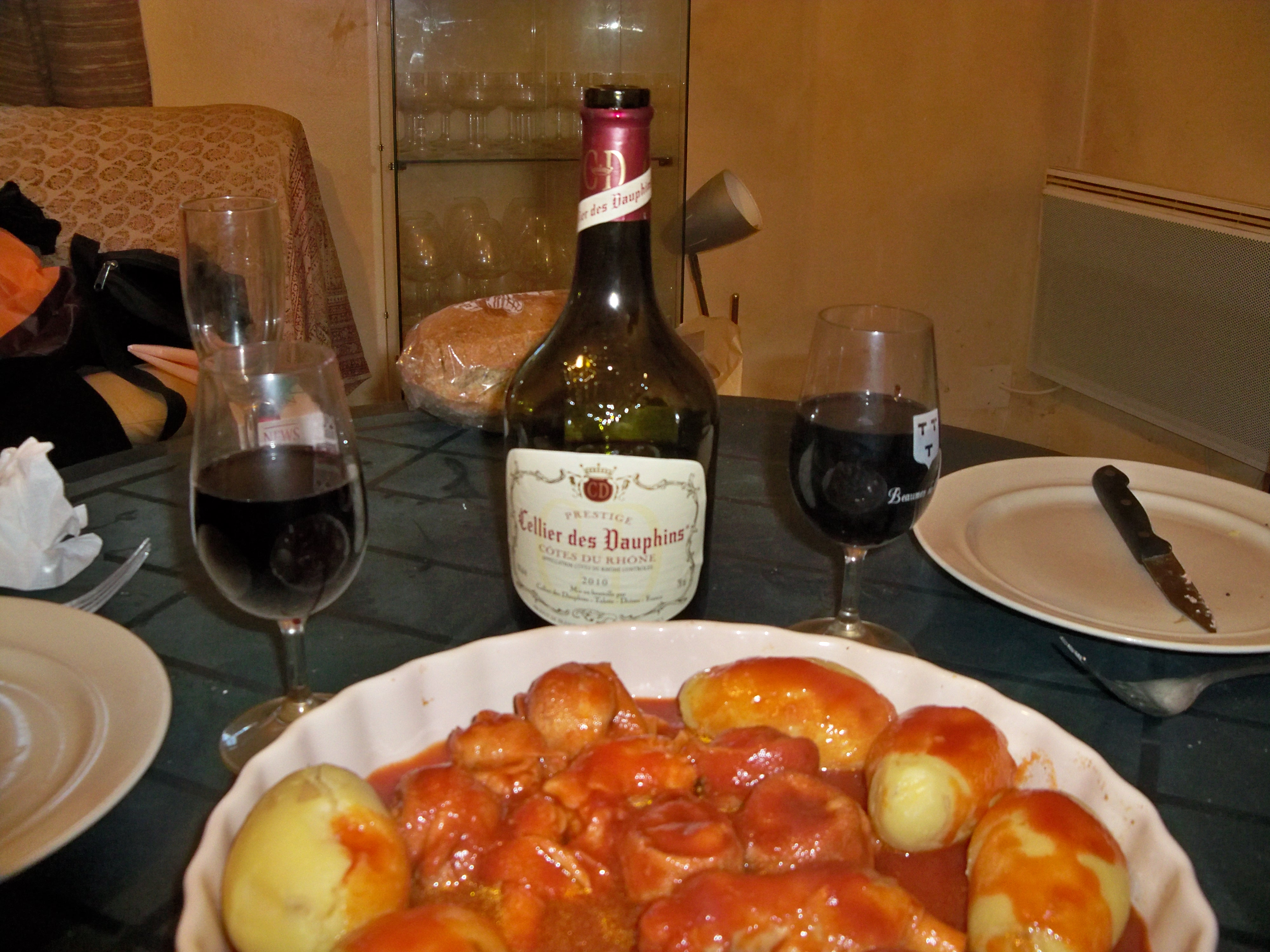
Pieds paquets de Marseille et vin rouge.
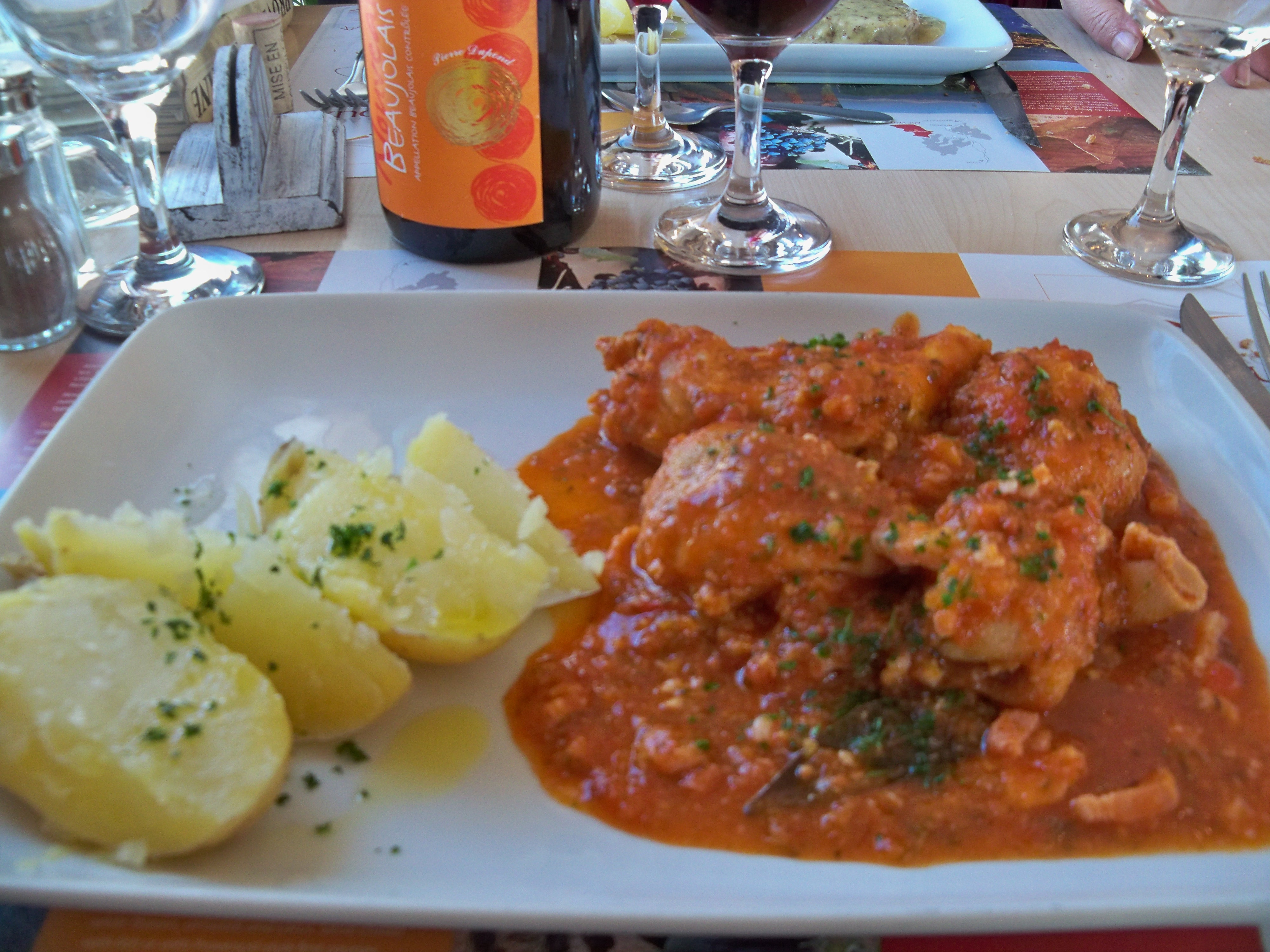
Pieds et paquets de Sisteron.

## Mets similaire
- Le pansette de Gerzat originaire du Massif central (qui montre que l'utilisation des pieds n'est pas systématique).